# Postils
Postils és una casa pairal de Navès (Solsonès) inclosa a l'Inventari del Patrimoni Arquitectònic de Catalunya.

## Situació
Es troba al sector central de llevant del terme municipal, a la carena dels vessants de l'esquerra de la Vall d'Ora, dins la demarcació de Tentellatge. S'hi accedeix des de la carretera C-26 de Solsona a Berga. Al km. 125,3 (42° 01′ 59″ N, 1° 40′ 39″ E / 42.033049°N,1.677399°E) es pren la pista que es dirigeix cap al nord i porta a Postils en 1,8 km. El trencall està ben senyalitzat i la pista està en perfectes condicions. Postils és una casa de turisme rural.

## Descripció
Masia de planta rectangular amb teulada a doble vessant i orientada nord - sud. A la façana principal, fent cantonadaambel mur est, hi ha una balconada de fusta sostinguda per pilars de pedra. La porta és d'arc de mig punt adovellada. La planta baixa està coberta amb voltes de canó. A la planta superior hi ha la sala, voltada de cambres amb alcova.

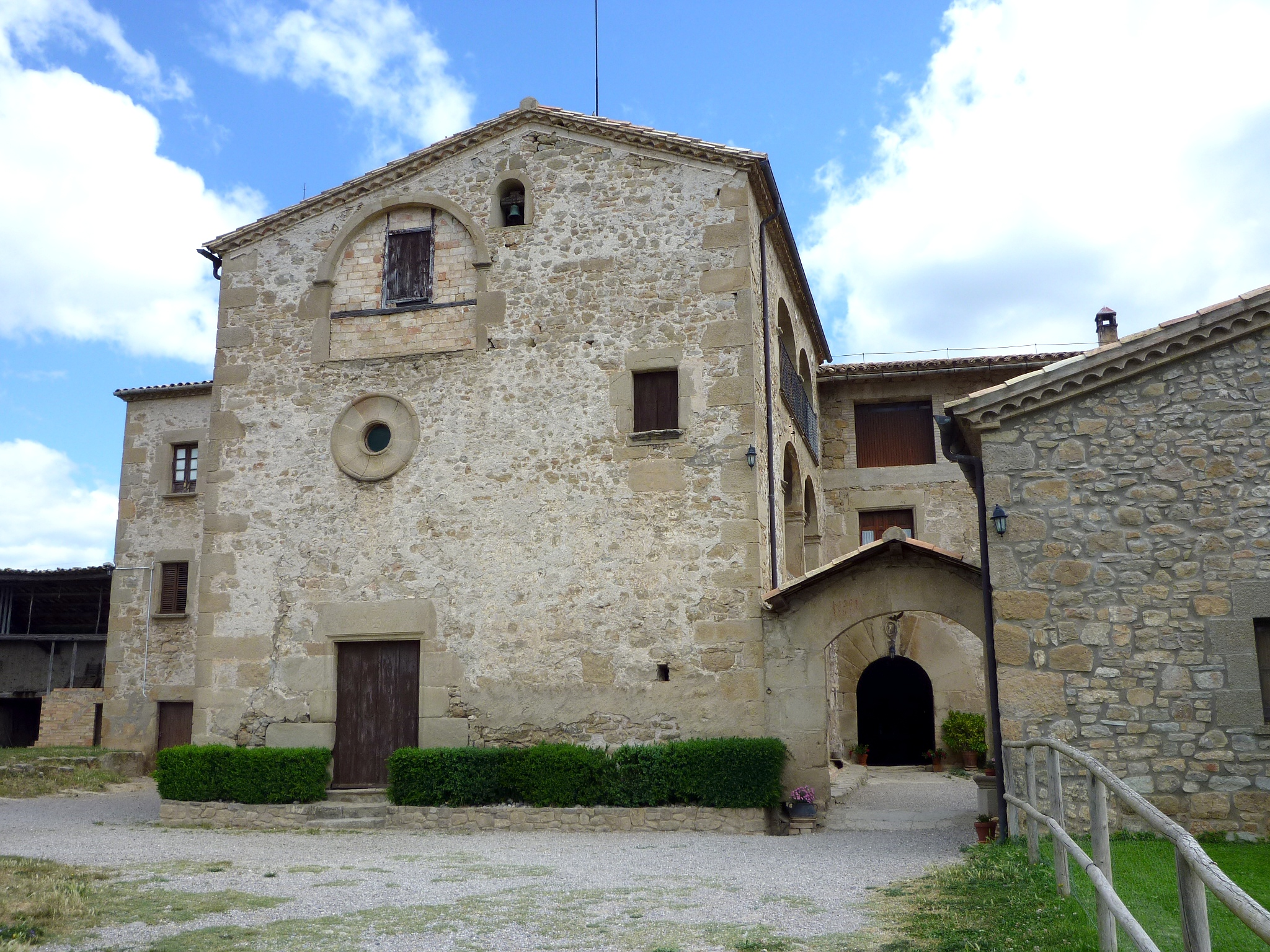
Capella de la Purísima de Postils

A la façana principal hi ha adossada una capellaorientada nord - sud, amb porta allindada, més amunt hi ha un rosetó i a la part superior una arcada tapiada. És també de planta rectangular i té teulada a doble vessant. A l'oest, hi ha un gran cobert amb teulada d'un sol vessant.
El parament és de pedres irregulars amb morter i es conserva el portal de pedra amb arcada. Es conserven a la casa tres forns: dos de calç i un d'oli.
La casa gran i dues masoveries que hi ha all davant: la Caseta de Postils i Cal Cabaner, formen un barri, o clos tancat, al qual s'accedeix per una portalada.
Aquesta és la tercera casa de Postils i fou construïda a finals del segle xvi i principis del segle xvii. Les dues anteriors, estaven situades a prop d'aquesta (300 metres).
La gran capella es va construir l'any 1671 i es va restaurar el 1791, com consta a la llinda de la portalada, quan Jaume Postils era rector de la Selva.

## Història
Hi ha notícies que al 1337 Guillem de Postils era batlle de Navès i va mantenir relació amb el vescomtat de Cardona, però no té relació amb els Postils actuals.
El 1414 a la casa hi havia un Godail, segurament occità. El seu fill adoptà el nom de la casa i començà la nissaga Postils, que s'ha mantingut amb el mateix cognom al llarg de vint-i-dues generacions fins ara (2023).
A finals de febrer de l'any 1848, durant la segona guerra carlina, els isabelins van fer presoner l'amo de Postils, van tapiar la seva casa i se l'enduren a Mataró.